# Ivica Osim
Ivan Osim, detto Ivica (Sarajevo, 6 maggio 1941 – Graz, 1º maggio 2022), è stato un allenatore di calcio e calciatore jugoslavo, dal 1992 bosniaco.

## Carriera

### Calciatore
Militò nel Fudbalski Klub Željezničar di Sarajevo per undici stagioni (1959-1970) prima di trasferirsi in Francia, dove giocò in vari club: Strasburgo, Sedan, Valenciennes e ancora Strasburgo tra il 1970 e il 1977.
Ha collezionato 16 gare nella nazionale jugoslava, segnando 8 reti. Fu l'uomo squadra nella fase di qualificazione degli europei 1968 in Italia, per cui nel corso della semifinale con l'Inghilterra, la difesa dei neocampioni del mondo pensò di eliminarlo sin dai primi minuti di gara, costringendo la Jugoslavia a giocare in dieci, dato che non c'era la regola della sostituzione. Nonostante ciò la Jugoslavia sconfisse gli inglesi per 1-0 e arrivò in finale, ma senza poterlo utilizzare ne' nella prima, ne' nella seconda finale (1-1, 2-0 per l'Italia).

### Allenatore

#### Club
È stato tecnico del Partizan nell'annata 1991-1992, vincendo la Coppa di Jugoslavia, e successivamente ha allenato all'estero il Panathīnaïkos (1992-1994 vincendo la Coppa nazionale e la Supercoppa greca) lo Sturm Graz (1994-2002 vincendo due campionati, una Coppa d'Austria e una Supercoppa austriaca) e lo JEF United Ichihara Chiba nella J-League.

#### Nazionale
È stato l'ultimo allenatore della Jugoslavia, tra il 1986 e 1992, prima della divisione dovuta alla guerra civile tra le varie fazioni. Dette le dimissioni da C.T.della nazionale jugoslava il giorno in cui l'esercito e le bande paramilitari serbe dettero inizio all'assedio di Sarajevo. In diretta televisiva, disse: "Io sono nato a Sarajevo, credo che sia una motivazione sufficiente per abbandonare la guida di questa nazionale".   https://www.youtube.com/watch?v=wWY0_vsqI_w
Ha ottenuto un buon risultato ad Italia '90, venendo eliminato nei quarti di finale dall'Argentina per 3-2 dopo i rigori.
Centrò la qualificazione anche all'europeo 1992 dopo la mancata qualificazione a quello del 1988, ma poco prima dell'inizio del torneo, il 24 maggio, decise di lasciare la panchina della nazionale per protesta contro la guerra civile scoppiata due mesi prima in Bosnia tra musulmani croati e serbi, dichiarando che quella decisione fu "un atto di solidarietà nei confronti di Sarajevo" (sua città natale) e "un atto di solidarietà nei confronti della sua famiglia" (lui era croato e sua moglie musulmana e viveva a Sarajevo). L'8 giugno lasciò anche la panchina del Partizan di Belgrado per le stesse ragioni e si trasferì all'estero, senza più far ritorno in patria. Successivamente, il 29 maggio 1992, la FIFA e l'UEFA esclusero la Federcalcio jugoslava da tutte le competizioni calcistiche per club e per nazionali - europeo incluso - su pressione dell'ONU a causa della guerra civile in corso dal 1991 in quasi tutto il paese, finita soltanto nel dicembre 1995 in Bosnia.
Dopo il Mondiale tedesco del 2006 è stato Commissario Tecnico del Giappone, sostituendo Zico, fino a dicembre 2007, quando ha lasciato la guida della Nazionale nipponica per motivi di salute, dopo essere stato colpito da un ictus.

## Palmarès

### Giocatore
- 2. Savezna liga: 1

Željezničar: 1961-1962 (girone ovest)
- Campionato francese di seconda divisione: 2

Strasburgo: 1971-1972, 1976-77

### Allenatore
- Coppa di Jugoslavia: 1

Partizan Belgrado: 1991-1992
- Coppa di Grecia: 2

Panathinaikos: 1992-1993, 1993-1994
- Supercoppa di Grecia: 1

Panathinaikos: 1993
- Coppa d'Austria: 3

Sturm Graz: 1995-1996, 1996-1997, 1998-1999
- Supercoppa d'Austria: 3

Sturm Graz: 1996, 1998, 1999
- Campionato austriaco: 2

Sturm Graz: 1997-1998, 1998-1999
- Coppa Yamazaki Nabisco: 2

JEF United: 2005, 2006